# Norderelbbrücke

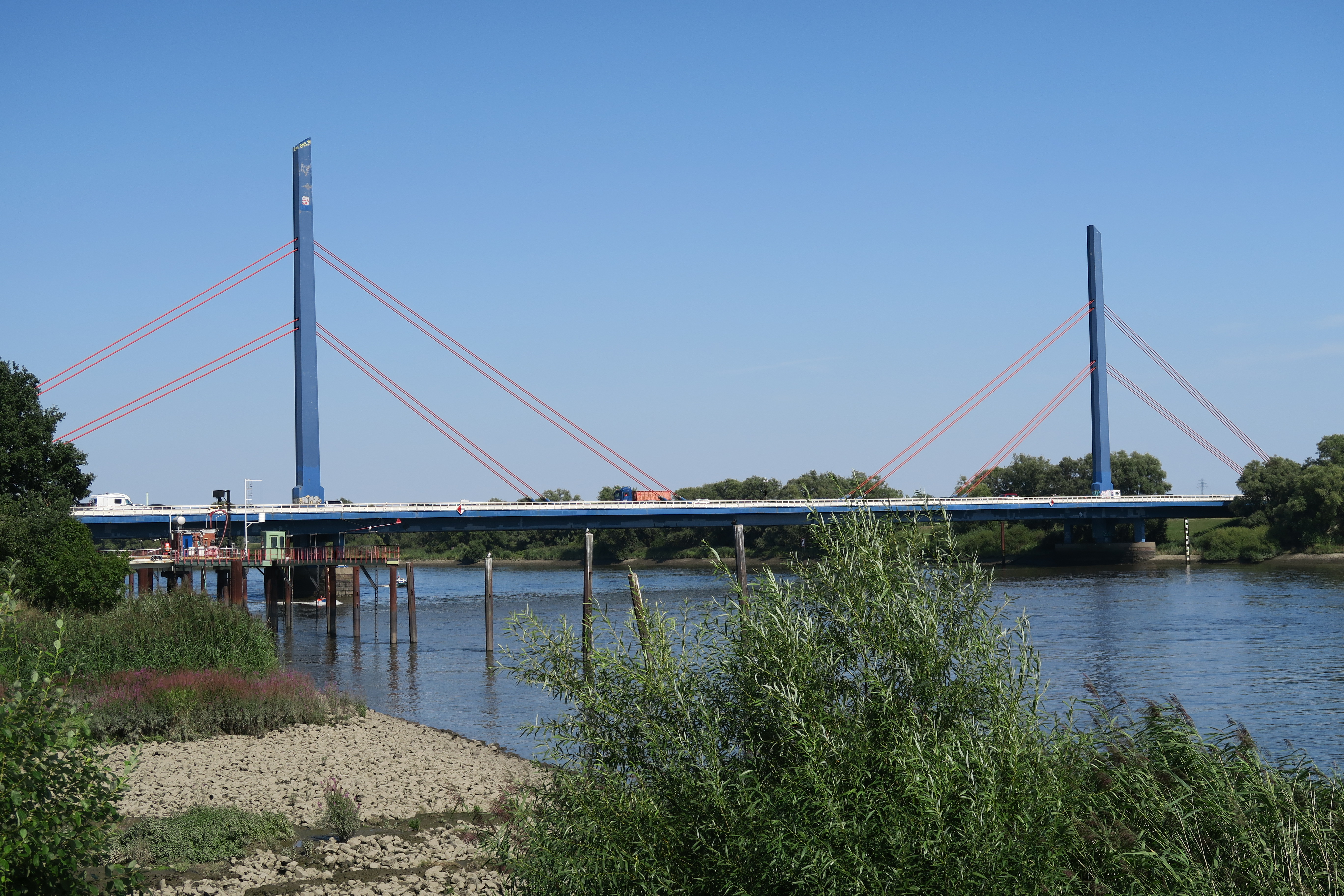
Bild på Norderelbbrücke

Norderelbbrücke är en motorvägsbro i Hamburg, Tyskland. Den leder trafiken över floden Elbe. Den blev färdig att använda 1963. Den är byggd till största del i stål.